# Forbidden Stories
Forbidden Stories, litt. « Histoires interdites », est une plateforme et un site Internet de l'association de journalistes Freedom Voices Network, fondées en novembre 2017 par Laurent Richard et soutenu par Reporters sans frontières. Il propose aux journalistes menacés, de mettre à l'abri leurs informations et de poursuivre leurs travaux s'ils sont menacés, emprisonnés, voire assassinés.

## Histoire
La plateforme est créée en novembre 2017 par Laurent Richard, journaliste et rédacteur en chef de l'agence Premières Lignes. Elle est portée par l'association de journalistes Freedom Voices Network, et est soutenue par Reporters sans frontières.
Forbidden Stories est un « projet à but non lucratif », qui dépend du soutien financier d’organismes philanthropiques et de dons. En 2020, une enquête dirigée par Audrey Azoulay met au jour l'indiscrétion d'une employée marocaine de l'Organisation des Nations unies pour l'éducation, la science et la culture (Unesco) à Rabat quant à un financement de l'organisation au profit de Freedom Voices Network,.
Le site propose aux journalistes de protéger leurs informations sur un système sécurisé, dans un contexte mondial de menaces importantes : depuis 2007, plus de 700 journalistes sont morts dans l’exercice de leurs fonctions. Si le journaliste est emprisonné ou tué, l'enquête peut être vérifiée et poursuivie par les confrères du Consortium international des journalistes d'investigation (ICIJ), dont 96 médias sont membres, et qui est partenaire de Forbidden stories. Selon Laurent Richard, le site est « une arme de dissuasion contre les commanditaires de ces crimes ».

## Principales enquêtes

### Projet Daphne
Les enquêteurs du projet Daphne, du réseau Forbidden Stories, poursuivent l'enquête de Daphne Caruana Galizia, journaliste maltaise assassinée en 2017. La journaliste assassinée avait dénoncé les liens de Christian Kälin et Joseph Muscat, Premier ministre de Malte. Christian Kälin vendait la nationalité maltaise à des personnes fortunées.

### Green Blood
En 2019, trente médias dont Le Monde, le Guardian et la Süddeutsche Zeitung s'associent à Forbidden Stories pour mener l'enquête « Green Blood »  (litt. « sang vert ») sur les pratiques opaques des entreprises du secteur minier en Tanzanie, au Guatemala et en Inde.

### Projet Pegasus
Le consortium révèle le 18 juillet 2021 l'espionnage d'opposants politiques, de journalistes, de militants et de chefs d'État par plusieurs États au moyen du logiciel Pegasus commercialisé par l'entreprise israélienne NSO Group.

### Story Killers
En février 2023, le consortium révèle un dispositif de désinformation à l'échelle mondiale opéré depuis Israël et ayant pour principales destinées des campagnes électorales.

## Récompenses
Forbidden Stories reçoit le grand prix des Assises du journalisme de Tours en 2018, et le prix spécial de l'European Press Prize en 2019.
En octobre 2021, la plate-forme collaborative reçoit le premier prix Daphne Caruana Galizia pour le journalisme pour son enquête sur le logiciel espion Pegasus.